# Monika Rajnohová
Monika Rajnohová (née le 26 mai 1993 à Žilina) est une joueuse internationale slovaque de handball, évoluant au poste de demi-centre.

## Biographie
À l'été 2017, elle s'engage avec Le Havre.
Après la relégation du Havre, elle rejoint l'ES Besançon pour la saison 2018-2019, en remplacement de Julie Dazet.
Après une année peu convaincante, elle quitte Besançon à l'issue de saison.

## Palmarès

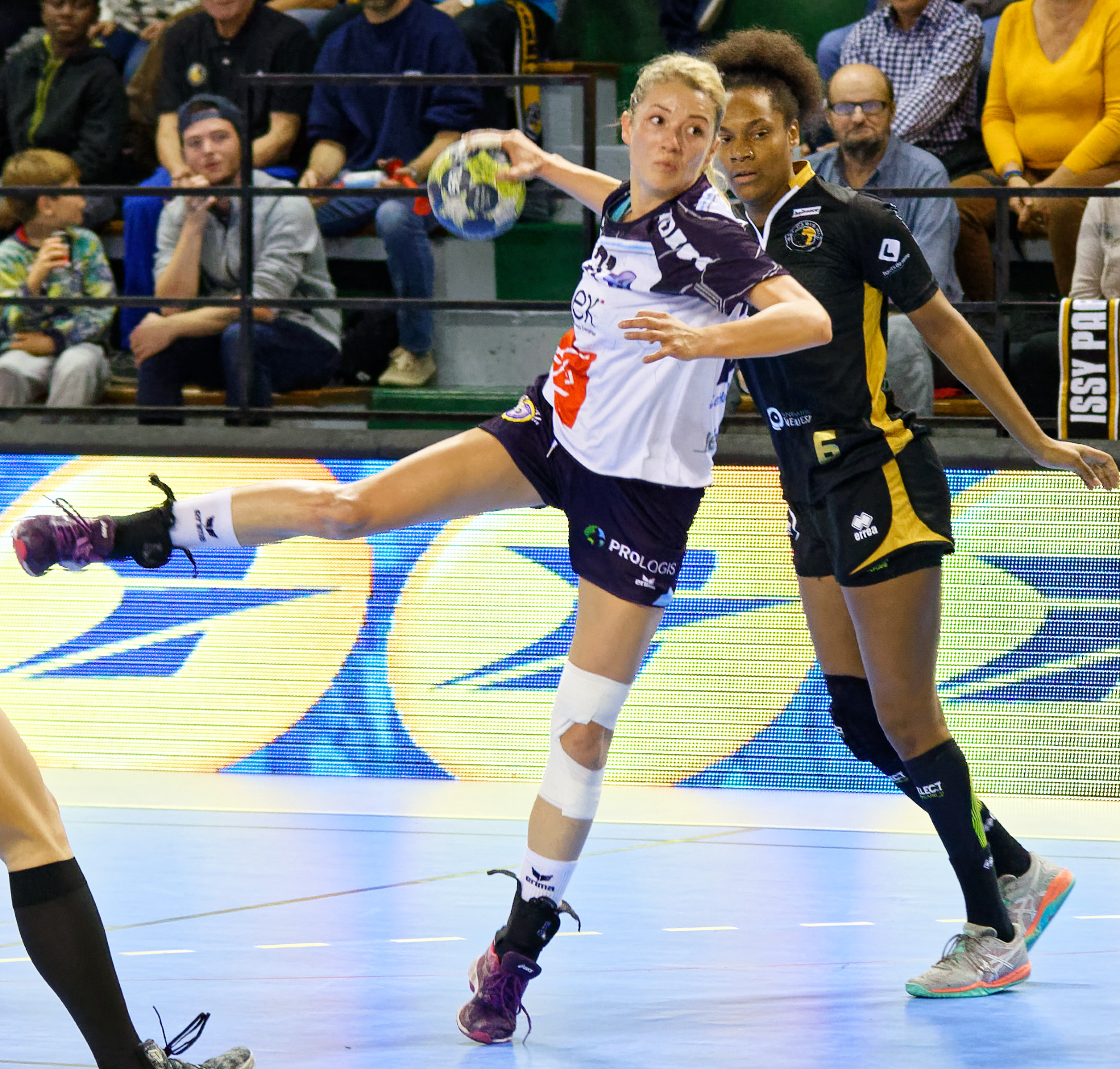
Rencontre entre Issy Paris Hand et Le Havre. A Boulogne-Billancourt, le 07 octobre 2017.